# Rekultiváció

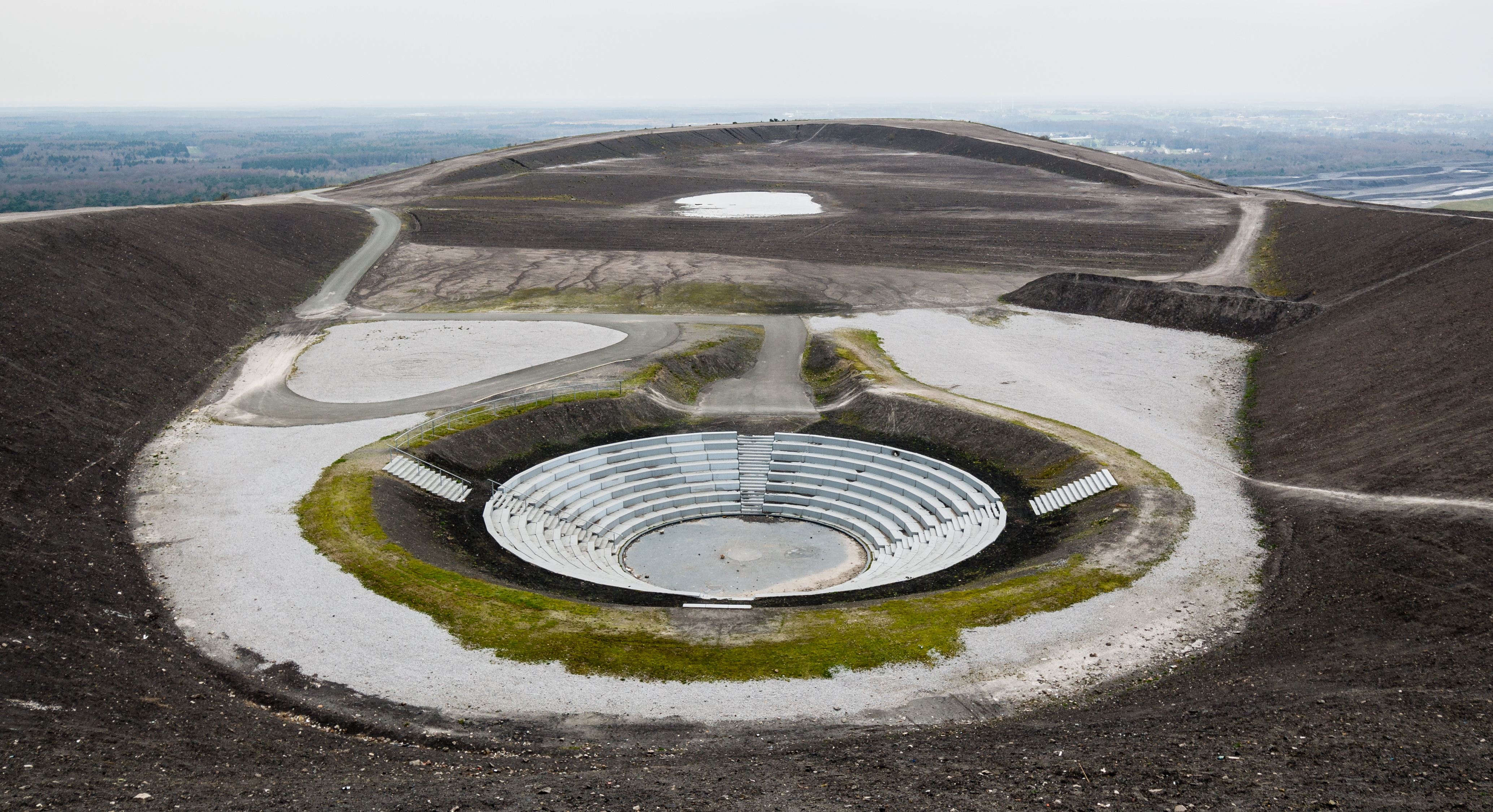
Bányászati meddőhányó amfiteátrummal (Halde Haniel) Bottrop városában, Észak-Rajna-Vesztfáliában

A rekultiváció vagy újraművelés, egy terület újrahasznosításra való alkalmassá tétele. Azon technikai, biológiai és agronómiai eljárások összessége, melyek során a természeti, vagy az emberi (antropogén) tevékenység károsító hatására terméketlenné vált földterület alkalmassá válik mezőgazdasági, erdőgazdasági művelésbe való visszaállításra vagy egyéb módon történő újrahasznosításra.

## Fajtái
A különböző módon károsított területek rekultivációjának folyamata két jelentős lépésre bontható. A lépések egymásra épülnek, a károsodás jellegétől, módjától függően változtathatók. Ezen szempontok alapján megkülönböztethetünk technikai és biológiai rekultivációt.

### A technikai rekultiváció
A technikai rekultiváció olyan műveletek összességéből áll, amelyek következtében a károsodott terület alkalmassá válik mezőgazdasági célú használatba vételre, művelésre. Erdészeti hasznosítás esetén a biológiai rekultiváció elvégzéséhez, egyéb hasznosítási módok esetén a területhasználat céljának megfelelő hasznosításhoz kell alkalmassá tenni a területet.

#### Főbb munkafázisai
- a terep megtisztítása elhagyott építményektől, ipari hulladékoktól, kőzetmaradványoktól, minden olyan tárgytól, anyagtól, vegyi szennyezésektől, amelyek zavarhatják a terület rendeltetésszerű használatát;
- megfelelő táblaméretek, erózió mentes lejtésviszonyok kialakítása a terület gazdaságos működtetéséhez;
- a terület vízrendszerének helyreállítása, vízvisszatartás, vízelvezetés kialakítása;
- közlekedési és táblaközi utak kiépítése a terület használatához, megközelítéséhez;
- humuszos termőréteg visszaterítése, elegyengetése;
- övárokkal, gyepes, vagy egyéb módon kiépített vízelvezetéssel a ráfolyás, vízmosások megakadályozása;
- tereprendezéssel a terület illesztése a környező területekhez, tájba illesztés.

### A biológiai rekultiváció
A biológiai rekultiváció a technikai rekultivációt követő olyan agronómiai műveletek sora, amelyek hatására a terület alkalmassá válik rendeltetésszerű mezőgazdasági, erdészeti hasznosításra. Ezt a lépést a károsodott terület talajbiológiai, talajkémiai, vízgazdálkodási tulajdonságainak fokozatos javulásának elérésével valósítják meg.

## A rekultiváció munkafázisai

### Előkészítő fázis
- a szennyezés felszámolása, megszüntetése szennyezett talaj előfordulása esetén;
- szennyező anyagok eltávolítása (pl. veszélyes hulladék), megfelelő helyre vitele;
- szemét, hulladék stb. összegyűjtése;
- nagyobb terepmozgatás esetén a humusz összegyűjtése.

### Terepalakítás technikai eljárásokkal
- bontási munkák (a területen található épületek, kerítések stb.);
- szállítás (felesleges anyagok, beton, bitumen, más művelést akadályozó tárgy);
- irtási munkák (fák, cserjék, bokrok), ha szükséges;
- felületkialakítás, terepmozgatás ennek keretében, gödrök, mélyedések feltöltése különböző anyagokkal.

### Termőréteg, humuszos réteg végleges kialakítása
- területről korábban összegyűjtött humusz visszahelyezése;
- humuszterítés, elsimítás.

### Utómunkálatok lehetőségei
- tömörítés
- tápanyag-utánpótlás
- szervestrágyázás
- talajjavítás
- talajművelés

## A rekultiváció gazdasági lehetőségei

### Mezőgazdasági rekultiváció
A rekultiváció olyan lehetősége, hogy a rekultivált terület a művelet elvégzése után újra mezőgazdasági művelésbe vonható. Ez hosszabb folyamat, mert a talaj vízháztartásának fokozatosan javulni kell a növényzet megmaradása és termeszthetősége érdekében.

### Erdészeti rekultiváció
Az a munkafolyamat, melynek végén a rekultivált területen erdő állomány alakítható ki. Ez a mezőgazdasági rekultiváció további formája, de nagyobb odafigyelést gondosabb tervezést igényel, hiszen az erdőt hosszú távon is fenn kell tartani.

## Külső hivatkozások
- www.idegen-szavak.hu/ idegen szavak
- www.kvvm.hu/ KVVM